# Pachydactylus gaiasensis
Pachydactylus gaiasensis là một loài thằn lằn trong họ Gekkonidae. Loài này được Steyn & Mitchell mô tả khoa học đầu tiên năm 1967.